# Salaria (halnem)
A Salaria a sugarasúszójú halak (Actinopterygii) osztályának sügéralakúak (Perciformes) rendjébe, ezen belül a nyálkáshalfélék (Blenniidae) családjába tartozó nem.

## Rendszerezés
A nembe az alábbi fajok tartoznak:
- Salaria basilisca
- Salaria economidisi
- édesvízi nyálkáshal (Salaria fluviatilis)
- Salaria pavo